# Homme-pendu
Orchis anthropophora
Pour les articles homonymes, voir Pendu.
Espèce
Classification phylogénétique
Statut de conservation UICN

 LC  : Préoccupation mineure
Statut CITES
L'homme-pendu (Orchis anthropophora) est une espèce d'orchidées terrestre européenne. L'ancien nom de genre (Aceras) signifie que la fleur est dépourvue d'éperon.

## Description
Son nom provient de la forme de la fleur qui évoque un petit bonhomme pendu, les membres étant formés par les lobes du labelle et la tête par la connivence des 3 sépales et des 2 pétales supérieurs.
Ce sont des plantes qui atteignent une hauteur de 20 à 40 cm.
Les feuilles, lancéolées, d'environ 5 cm de long, forment une rosette basale.
Ses inflorescences allongées portent jusqu'à une cinquantaine de fleurs jaune verdâtre sans éperon, nectarifères. La couleur du casque diffère de celle du labelle et les variations de couleur du casque et du labelle vont du jaune verdâtre, fréquent, jusqu'au brun-rougeâtre.
La floraison s'échelonne d'avril à juin suivant la région et l'altitude.

## Habitat
Ce sont des plantes de pleine lumière à mi-ombre sur substrats calcaires secs à frais, souvent talus, bords de route, pelouses calcicoles et lisières.

## Répartition
Sa répartition est méditerranéo-atlantique et sur les zones alpines de basse altitude.
Elle s'étend sur une grande partie de l'Europe : Allemagne, Angleterre, Belgique, Bosnie, Espagne, France, Italie, Portugal, Suisse, sur une partie de la Grèce, ainsi qu'en Turquie.

## Vulnérabilité
L'espèce est classée "LC" : Préoccupation mineure.
Protégée en Hauts-de-France et dans d'autres régions

## Hybrides
L'homme-pendu peut s'hybrider de façon intergénérique (entre genres différents si on considère qu'il est du genre Aceras).
- ×Orchiaceras melsheimeri Rouy, 1912 désigne son hybride avec l'Orchis pourpre.
- ×Orchiaceras bergonii  (synonyme Orchis x bergonii Nanteuil, 1887) désigne son hybride avec l'Orchis singe.
- Orchis ×spuria désigne son hybride avec l'Orchis militaire; synonyme: ×Orchiaceras spurium

## Synonymes
- Aceras anthropomorpha (Pers.) Steud. 1840
- Aceras anthropophorum (L.) Sm. 1818
- Arachnites anthropophora F.W. Schmidt 1793
- Loroglossum anthropophorum (L.) Rich. 1818
- Loroglossum brachyglotte Rich. 1818
- Ophrys anthropophora L. 1753
- Satyrium anthropomorpha  Pers. 1807
- Satyrium anthropophora Pers. 1807
- Serapias anthropophora (L.) J. Jundz. 1791

## Galerie photo

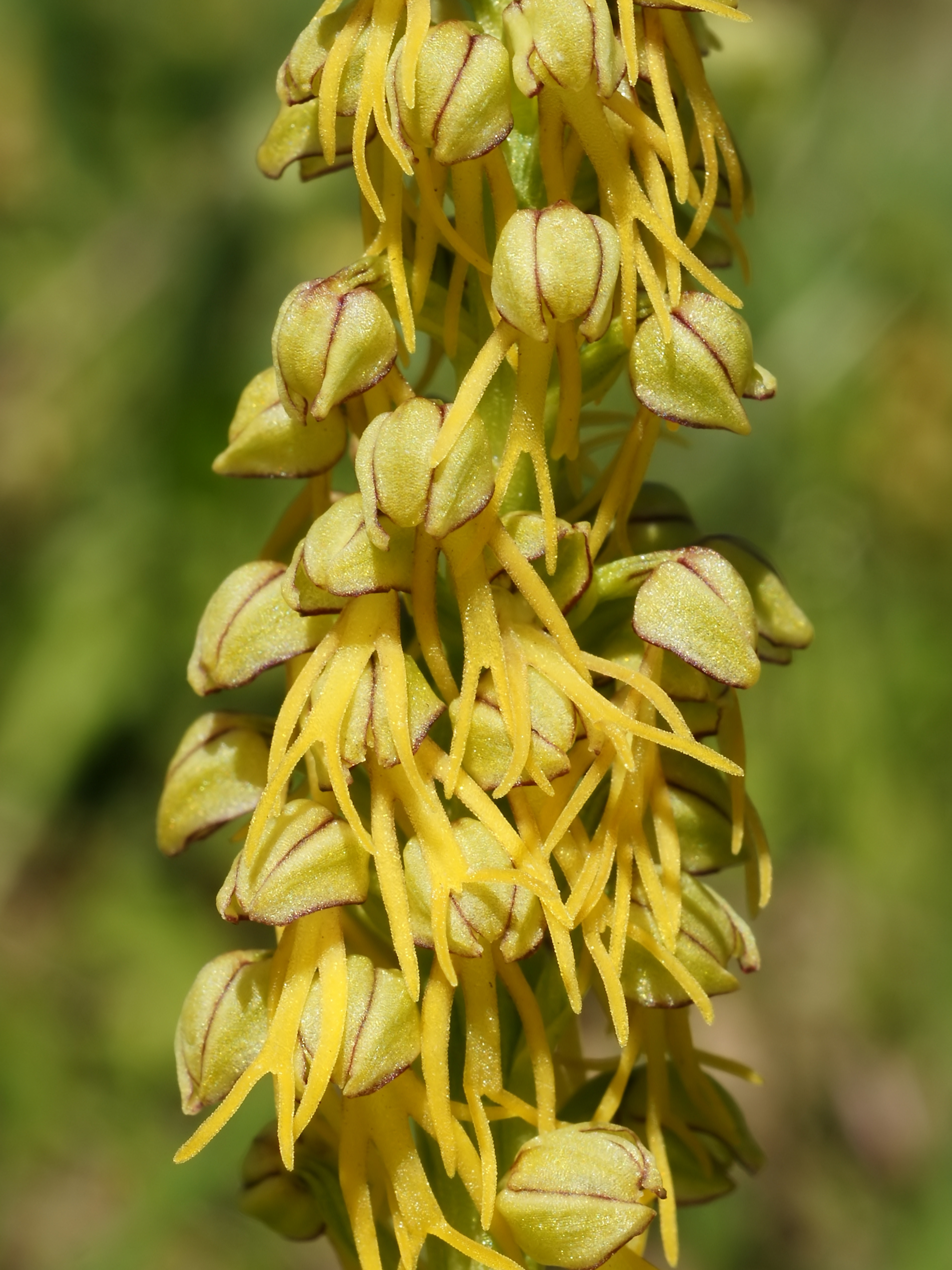
Orchis anthropophora (L.) All., 1785
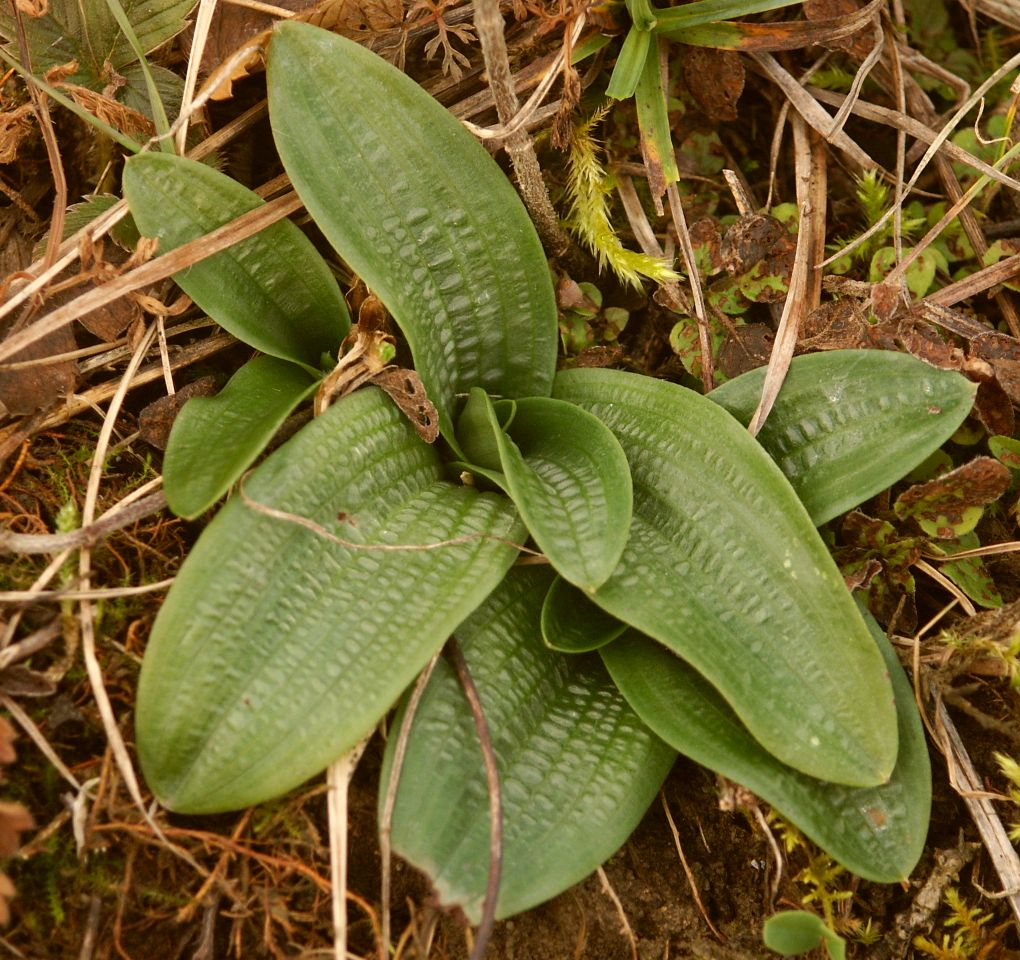
Orchis anthropophora, rosette basale
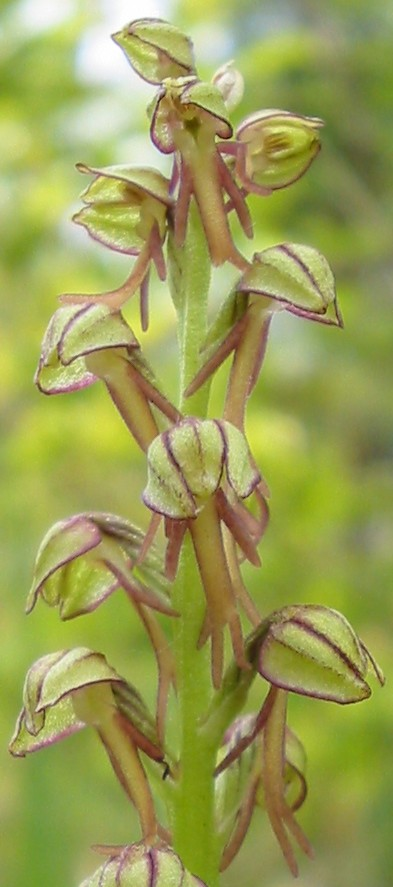
Détails des fleurs